# Ибраевский сельсовет (Альшеевский район)
Ибраевский сельсовет — муниципальное образование в муниципальном районе Альшеевский район Республики Башкортостана России.
Согласно «Закону о границах, статусе и административных центрах муниципальных образований в Республике Башкортостан» имеет статус сельского поселения.

## Население
| 2002 | 2009  | 2010 | 2012 | 2013 | 2014 | 2015 |
| ---- | ----- | ---- | ---- | ---- | ---- | ---- |
| 1054 | ↗1097 | ↘888 | ↘674 | ↘639 | ↘602 | ↘580 |
| 2016 | 2017  | 2018 | 2019 | 2020 |      |      |
| →580 | ↘574  | ↘573 | ↘568 | ↘551 |      |      |

## Состав сельского поселения
| № | Населённый пункт | Тип населённого пункта       | Население |
| - | ---------------- | ---------------------------- | --------- |
| 1 | Новосепяшево     | село, административный центр | ↘283      |
| 2 | Ибраево          | деревня                      | ↘241      |
| 3 | Шишма            | деревня                      | ↘158      |
| 4 | Старосепяшево    | деревня                      | ↘133      |
| 5 | Акберда          | деревня                      | ↘73       |